# Sedna II Innaraigh
Sedna II Innaraigh lub Sedna II Ionnaraidh („od Zapłaty”) – legendarny zwierzchni król Irlandii z dynastii Milezjan (linia Emera) w latach 497-483 p.n.e. Syn Bresa Ri, zwierzchniego króla Irlandii.
Według średniowiecznej irlandzkiej legendy i historycznej tradycji, objął zwierzchnią władzę w wyniku zabójstwa arcykróla Finna mac Blatha. Był pierwszym w Irlandii, który płacił wojownikom. Wymagał od nich, żeby poddawali się dyscyplinie wojskowej. Wcześniej wojownicy nie mieli żadnej innej zapłaty, mogli ją tylko zyskać na swych wrogach. Są rozbieżności, co do czasu jego rządów. Sedna, po sześciu lub dwudziestu latach panowania, został pokonany i pochwycony przez Simona Breaca, który przejął po nim zwierzchnią władzę nad krajem. Ten rozkazał swym ludziom rozerwać kończyny więźnia przez dzikie konie. Sedna pozostawił po sobie syna Duacha Finna, przyszłego mściciela ojca oraz zwierzchniego króla Irlandii.